# Arte augustea e giulio-claudia

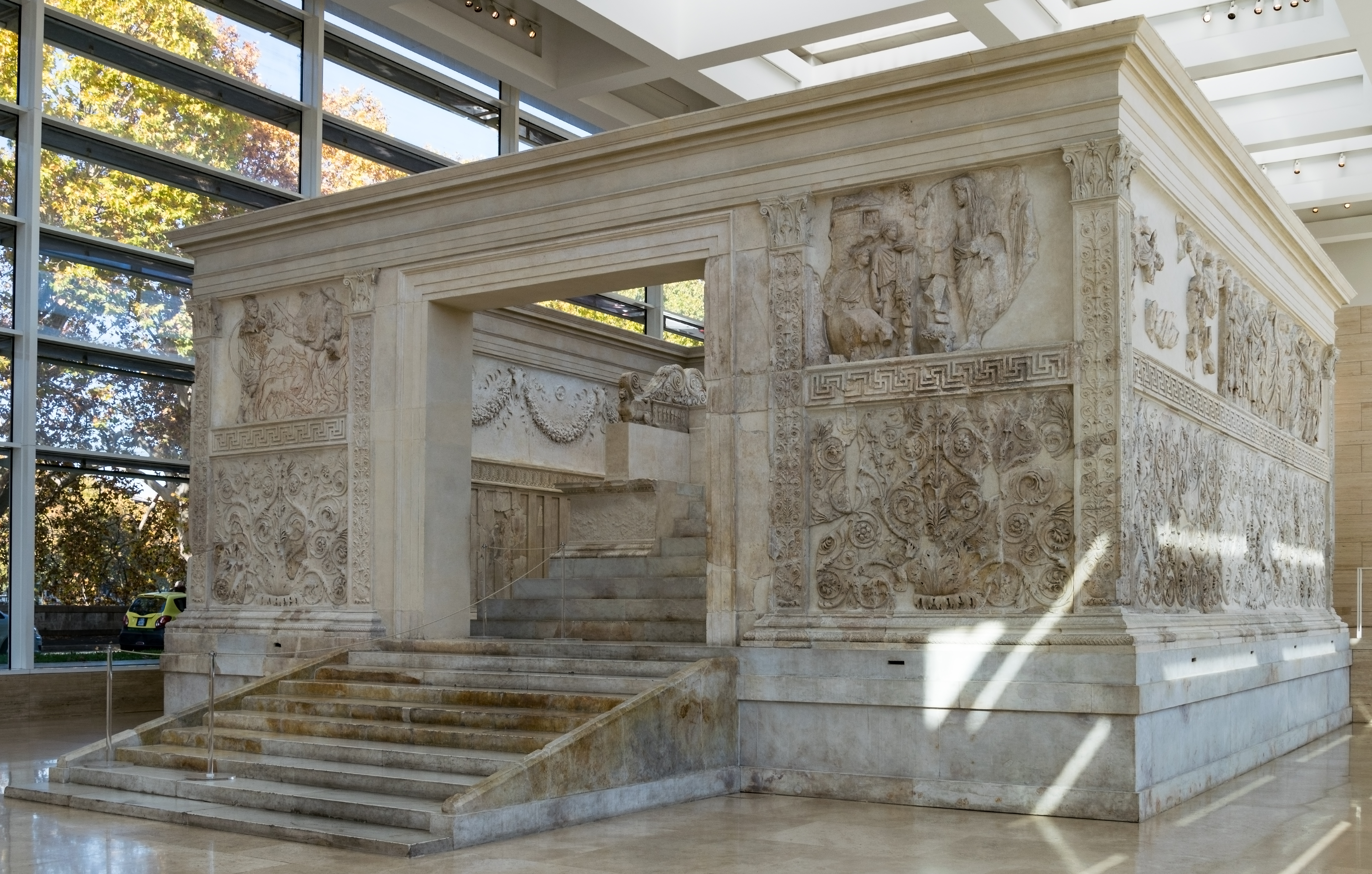
LAra Pacis Augustae

L'arte augustea è l'arte prodotta nell'Impero romano sotto il regno di Augusto, dal 27 a.C. al 14 d.C., e sotto la dinastia giulio-claudia (fino al 68 d.C.). In quell'epoca l'arte romana si sviluppò verso un sereno "neoclassicismo", che rifletteva le mire politiche di Augusto e della pax, finalizzato a costruire un'immagine solida e idealizzata dell'impero.
L'arte dell'età di Augusto è infatti caratterizzata dalla raffinatezza, dall'eleganza, adeguata alla sobrietà ed alla misura che Augusto aveva imposto a sé stesso e alla sua corte. Ciò significò, come hanno messo in luce gli studi della seconda metà del XX secolo, anche un'impronta accademica e un po' fredda, a causa della forte idealizzazione delle opere d'arte.
Durante il principato di Augusto ebbe inizio una radicale trasformazione urbanistica di Roma in senso monumentale. Svetonio di Augusto ricorda che:
(Svetonio, Augustus, 28.)
Anche nelle arti figurative si recuperò, in particolare, la scultura greca del V secolo a.C. (Fidia, Policleto) della quale ci restano numerose opere, ma questo interesse per il passato influenzò anche l'architettura, l'artigianato prezioso e sicuramente (nonostante le esigue tracce), la pittura.
Opere emblematiche di quest'epoca sono l'Ara Pacis, l'Augusto di via Labicana (con il principe come pontefice massimo) e l'Augusto loricato, quest'ultimo rielaborato dal Doriforo di Policleto. L'uso di creare opere nello stile greco classico va sotto il nome di neoatticismo.

## Evoluzione nella politica e nell'iconografia di Augusto
L'evoluzione politica di Augusto si riflesse puntualmente nell'arte ufficiale, come dimostra la serie di ritratti imperiali. Caratteristiche tipiche dei suoi ritratti sono gli occhi fermi, il naso dritto, il volto piuttosto scavato, gli zigomi ben pronunciati, la bocca mediamente sottile e una ciocca di capelli "a tenaglia" sul lato destro della fronte.
Nel ritratto di Ottaviano capitolino, risalente al periodo tra il 35 e il 30 a.C., quando Augusto non aveva ancora assunto i titoli imperiali ed era ancora preso dalla lotta per la supremazia politica senza esclusione di colpi, ha un'espressione veemente, ma con quell'aura ispirata tipica dei ritratti di sovrani ellenistici, appena un po' più sobrio nell'espressione e nella plastica di tali modelli.
D'altro canto invece le statue dell'Augusto di Prima Porta (loricato) o dell'Augusto di via Labicana (come pontifex maximus) hanno una compostezza che si rifà ai modi compassati di Policleto e gli scultori greci classici, con un'espressione di orgoglioso riserbo che traspare anche, per esempio, dalle sue Res Gestae.
L'iconografia ufficiale di Augusto fu ben diffusa. Solo di statue d'argento (senza contare quelle in marmo e in bronzo), secondo quanto riportato nelle Res Gestae, ne furono erette circa ottanta in svariate città, a piedi, a cavallo o sulla quadriga.
I ritratti dei membri della famiglia di Augusto erano basati sulla somiglianza con quello del princeps, annullando quasi i tratti individuali per accentuare il più possibile le caratteristiche comuni.

## Lo stile augusteo

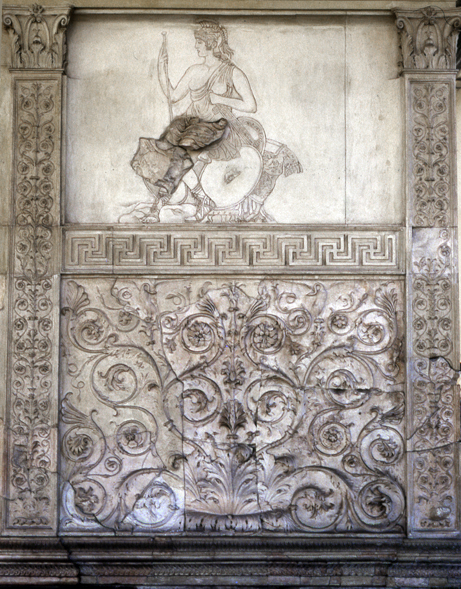
Un lato dell'Ara Pacis

In occasione del bimillenario augusteo del 1937, la celebrazione del fondatore dell'Impero Romano si fuse con la retorica dell'ideologia imperiale allora dominante, provocando un'incondizionata ammirazione verso tutte le forme dell'arte dell'epoca di Augusto. In realtà la produzione artistica di questo periodo fu sì raffinata e aristocratica, ma anche impersonale e intellettualistica, che ricalcò a freddo e con accenti accademici la produzione della Grecia classica. Questa sorta di "neoclassicismo" venne proseguito con lievi variazioni per tutta l'epoca giulio-claudia e vi si tornò a guardare nell'età di Gallieno e di Costantino.

## Scultura
All'epoca di Augusto vennero prodotte opere di accurata perfezione tecnica e formale, cristallizzando però in senso aulico tutte quelle tendenze manifestatesi in epoca sillana, votate ad una fine osservazione realistica (tipicamente italico-campana) innestata sulla grande creatività e ricchezza plastica dell'ultimo ellenismo. Il frutto del gusto augusteo fu il neoatticismo, definito di "eleganza frigida" da Ranuccio Bianchi Bandinelli. Ciò fu in definitiva un freno alla nascente individualità dell'arte romana, ricondotta sui binari di un gusto retrospettivo e di un compiaciuto eclettismo, che si manifesta ad esempio anche nell'Ara Pacis.
In questa opera-simbolo dell'epoca augustea (13-9 a.C.) si mischiano l'impostazione generale italica (l'angusto recinto arcaico scolpito nella fascia inferiore all'interno), i rilievi principali neoattici, i rilievi paesaggistici in stile pittorico, il fregio vegetale nell'esuberante stile "barocco" pergameneo; il tutto combinato senza precisi rapporti logici tra parti architettoniche e decorazioni (accidentalmente interrotte dalle incorniciature); solo nel piccolo fregio di processione sacra sull'altare centrale si ritrova lo stile locale, che si esprime con autonomia maggiore.
Questo stile si sviluppò nella cosiddetta base dei Vicomagistri, dove un tratto più secco, tipico della produzione italica, viene combinato con una maggiore libertà spaziale. Più unitaria dovette essere l'ara Pietatis di età claudia, della quale si hanno solo alcuni frammenti.
Maggiore indipendenza conservò la raffigurazione dei cortei sacrificali, legati alla tradizione italica pura, mancando esempi ellenistici: oltre a quello già citato nell'Ara Pacis, esiste una serie di piccoli fregi analoghi, riscontrabili dall'Arco di Tito, all'arco di Settimio Severo.
In effetti solo con Claudio (41-54) l'arte perse un po' del suo riserbo per acquisire maggiore colore e calore.

## Architettura

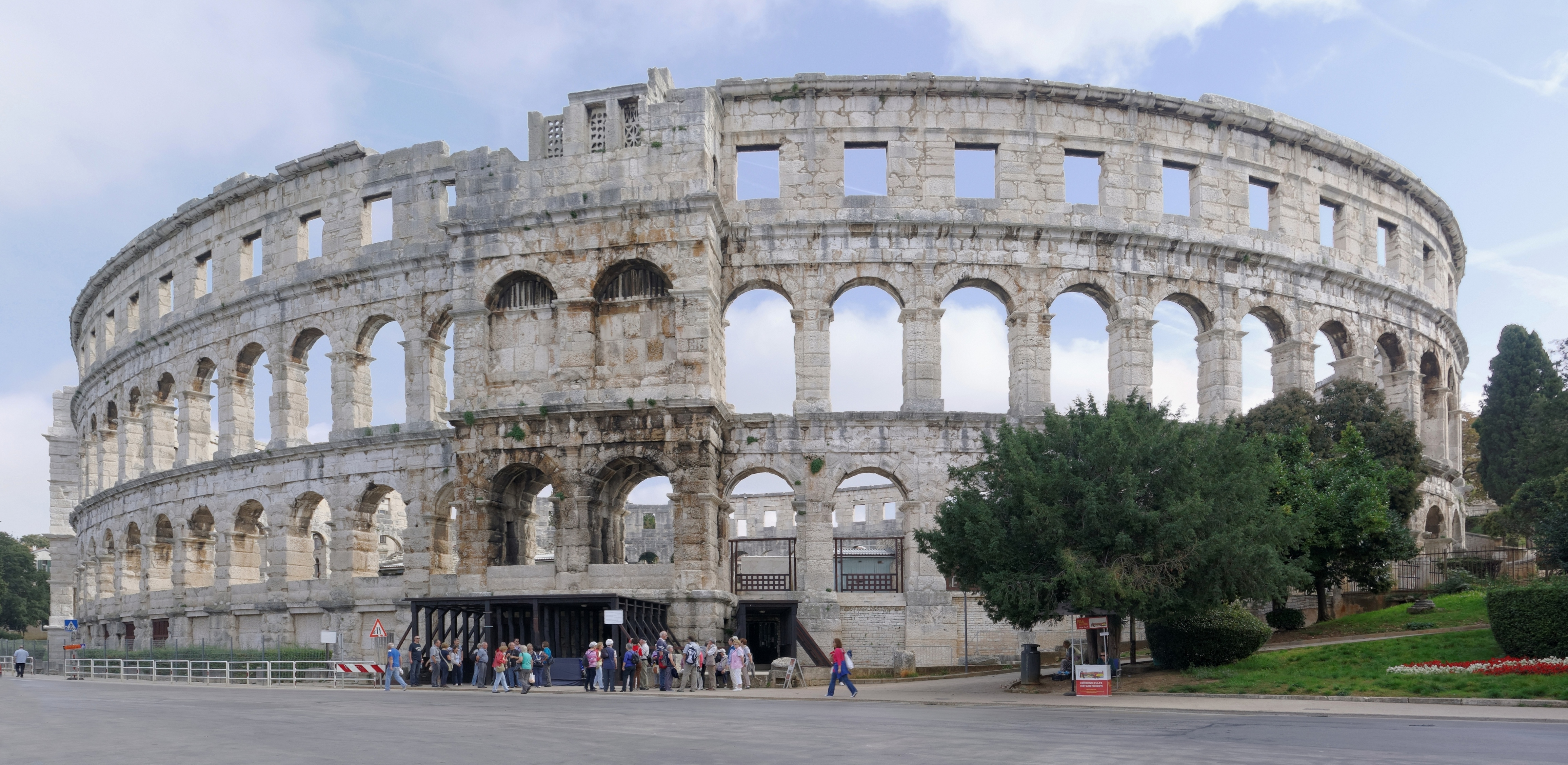
L'anfiteatro di Pola

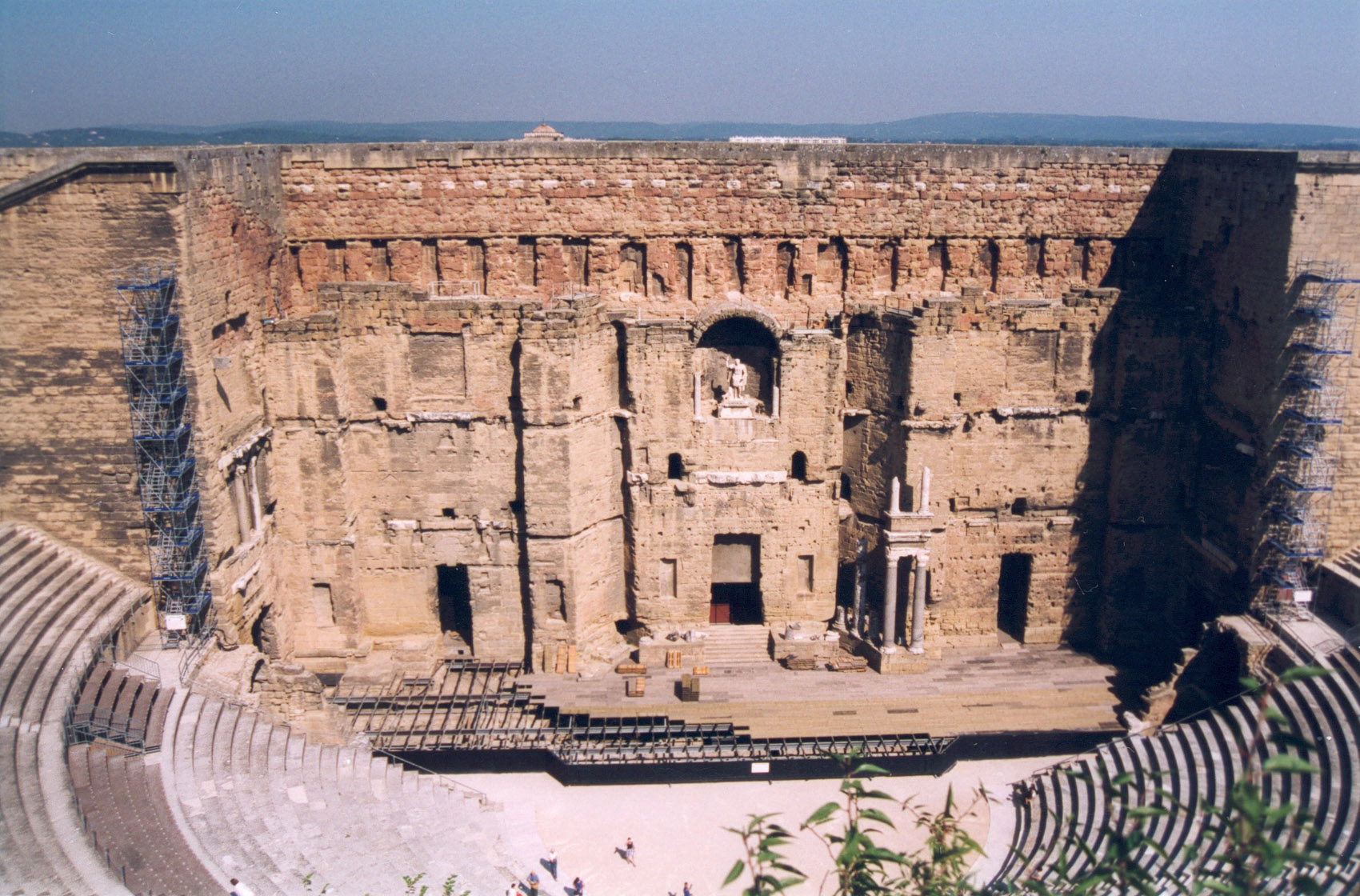
Il teatro romano di Orange

Augusto si poteva vantare di aver trovato una Roma "di terracotta" e di averla lasciata "di marmo". In effetti fu in quest'epoca che Roma assunse l'aspetto simile a quello delle più importanti città ellenistiche.
Nel periodo da Augusto ai Flavi si nota un irrobustirsi di tutti quegli edifici privi dell'influenza del tempio greco: archi trionfali, terme, anfiteatri o lo stesso mausoleo di Augusto a Roma. Nell'arco partico del Foro Romano, eretto da Augusto verso il 20 a.C. si vede la nascita dell'arco a tre fornici, anche se la suddivisione risponde a passaggio di due marciapiedi laterali, se le parti laterali non sono ancora unite in un unico complesso formale e vi si riscontrano elementi locali (l'arco centrale) e ellenistici (le edicole).
In questo periodo si ebbero più edifici dedicati ai spettacoli: all'11 a.C. risale il teatro di Marcello, l'anfiteatro di Pola venne costruito fra Claudio e Tito, poco dopo l'Arena di Verona, il Colosseo venne inaugurato da Tito nell'80 (e poi completato da Domiziano) e pure il teatro di Orange è di epoca augustea.
Il gusto scenografico ellenistico venne assimilato dagli architetti romani e sviluppato ulteriormente, portando l'architettura a nuovi vertici in maniera più rilevante e precoce delle altre arti. Non a caso anche Atene beneficiò dell'impronta romana (non viceversa) con la scalinata di accesso all'acropoli e con il nuovo assetto monumentale e regolare dell'agorà.

## Pittura
Tra il 30 e il 25 a.C. poteva dirsi pienamente compiuto lo sviluppo del secondo stile pompeiano, con esempi importanti sia Roma che nelle città vesuviane. Ascrivibile al terzo stile è la decorazione della Casa della Farnesina (di viva freschezza nelle scene pastorali battaglie navali, vedute portuali, ecc., attribuite al pittore Ludius o Studius, del quale parla Plinio, 30-20 a.C. circa) o la Casa del Criptoportico a Pompei.

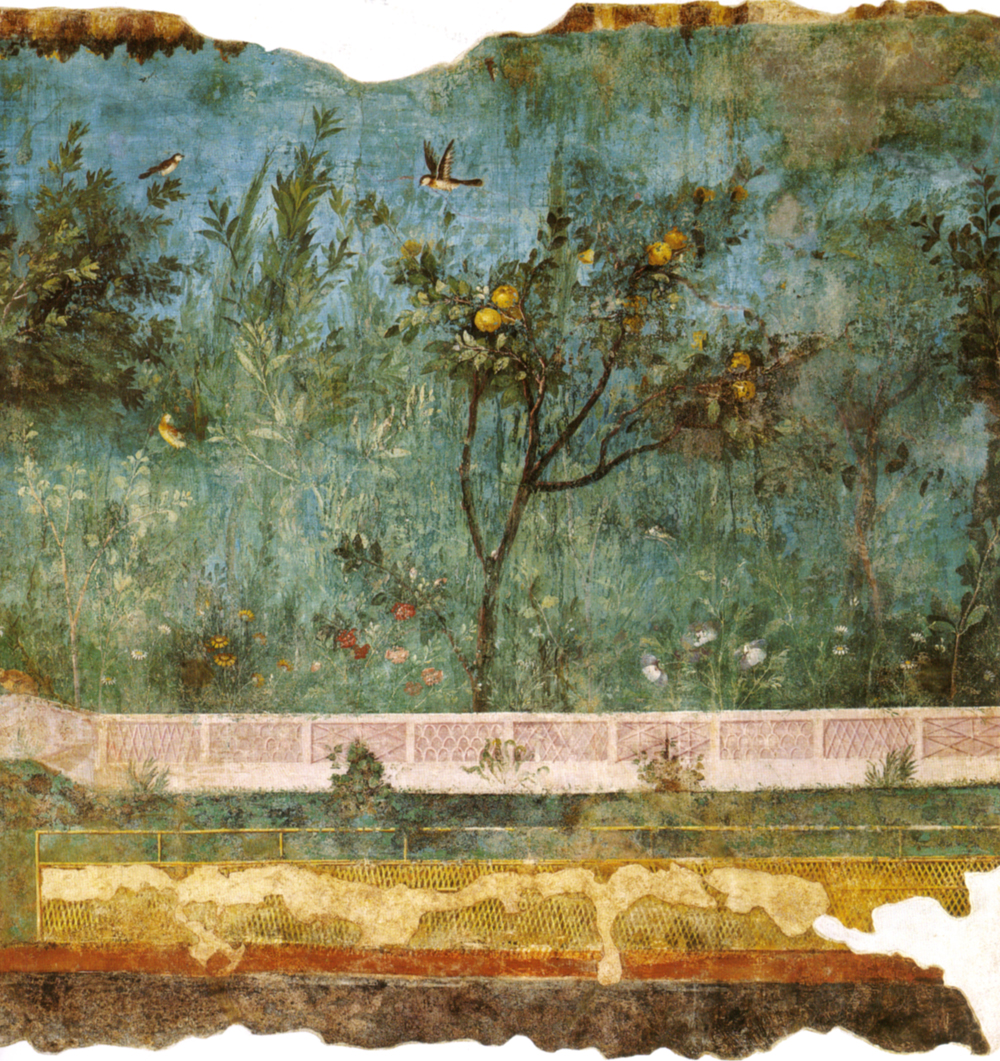
Villa di Livia

A cavallo tra la fine del regno di Augusto e l'epoca claudia si collocano gli affreschi della grande sala della villa di Prima Porta di Livia, con la veduta di un folto giardino. Decoratori delle stesse maestranze decorarono probabilmente anche l'Auditorium di Mecenate (oggi in larga parte perdute senza un'adeguata catalogazione fotografica dopo il ritrovamento). La pittura di giardini illusionistici deriva da modelli orientali (esempi di qualità più bassa si trovano per esempio in alcune tombe della necropoli di Alessandria) e in particolare a Prima Porta, grazie allo sfondo azzurrino e arioso, steso con fini variazioni, è un rarissimo esempio di pittura antica che esprima altre al senso spaziale anche quello dell'atmosfera.
Forse risale all'epoca di Augusto anche la famosa sala della villa dei Misteri, dove sono mescolate copie di pitture greche e inserzioni romane.
Nella Casa di Livia sul Palatino, a Roma, troviamo un esempio classico di secondo stile, col "fregio giallo", festoni appesi tra colonne dipinte, e spunti paesistici con fauna, vivace esempio di pittura a macchia in chiaroscuro derivata da modelli alessandrini.
Ma se gli artisti romani riguardo ai temi già praticati dall'arte ellenistica seppero porsi con continuità in quella tradizione, per quanto riguarda i temi locali, privi di modello come le scene storiche o di vita quotidiana, la produzione fu caratterizzata da risultati più periferici e modestamente popolari (come nella pittura con processione della Casa di via dell'Abbondanza a Pompei).

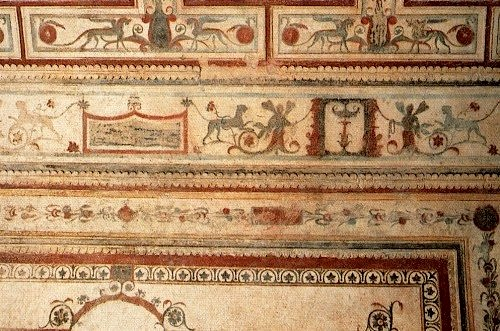
Grottesche di quarto stile nella Domus Aurea

Le ricostruzioni di Pompei dopo il terremoto del 62 videro nuove decorazioni, per la prima volta nel cosiddetto quarto stile, forse nato durante la decorazione della Domus Transitoria e della Domus Aurea, legate ai nomi del pittore Fabullus e di Nerone stesso.
La distruzione di Pompei e delle altre città vesuviane avvenne sotto i Flavi, conservando una grande quantità di pitture dell'epoca augustea e giulio-claudia, anche se di livello più "artigianale" che artistico. Tra i migliori esempi ci sono:
- Pompei:
  - la casa dei Vettii,
  - la casa di Loreio Tiburtino,
  - la casa di Giulia Felice,
  - la casa di Pinario Ceriale
- Ercolano
  - la casa dei Dioscuri,
  - la casa del Poeta tragico,
  - la casa del Citarista
  - la basilica di Ercolano
- Stabiae
  - decorazioni di ville e abitazioni più eleganti, dove si notano le mani di artisti-decoratori di maggior raffinatezza e più viva inventiva.

## Toreutica e glittica

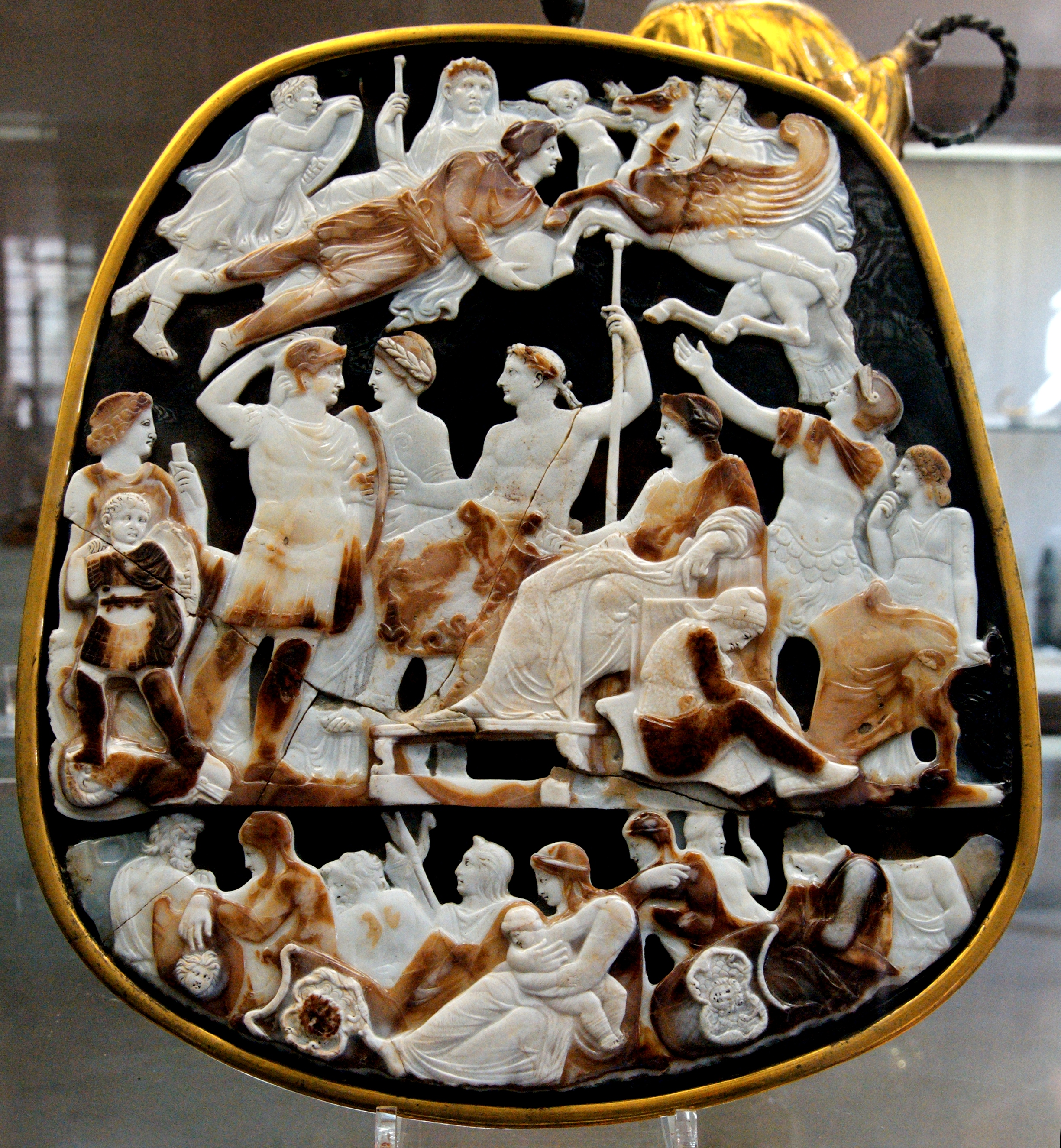
Il Gran Cammeo di Francia

La toreutica romana era stata iniziata da artisti greci ellenistici, come Pasitele e Chirisofo, che scrisse anche trattati al riguardo. Nel periodo di Augusto quest'arte ebbe la migliore fioritura, con un notevole livello sia tecnico che artistico, dimostrato dalle numerose argenterie rinvenute in varie parti dell'impero e le loro imitazioni in terra sigillata aretina.
Il gusto augusteo si manifestò in queste opere con più naturalezza rispetto alla scultura, come nel finissimo cratere argenteo del Tesoro di Hildesheim.
Dell'arte della glittica (cammei, gemme) ci sono pervenuti vari reperti di altissima qualità, anche in grande formato, secondo una tradizione già in auge nelle corti ellenistiche, a partire da Alessandria. Datano dopo il 29 a.C. la Gemma Augustea e il cammeo di Augusto e Roma, poi in epoca tiberiana il Grande cammeo di Francia. Prodotti analoghi sono i vetri a cammeo, tra i quali spicca il capolavoro del Vaso Portland.

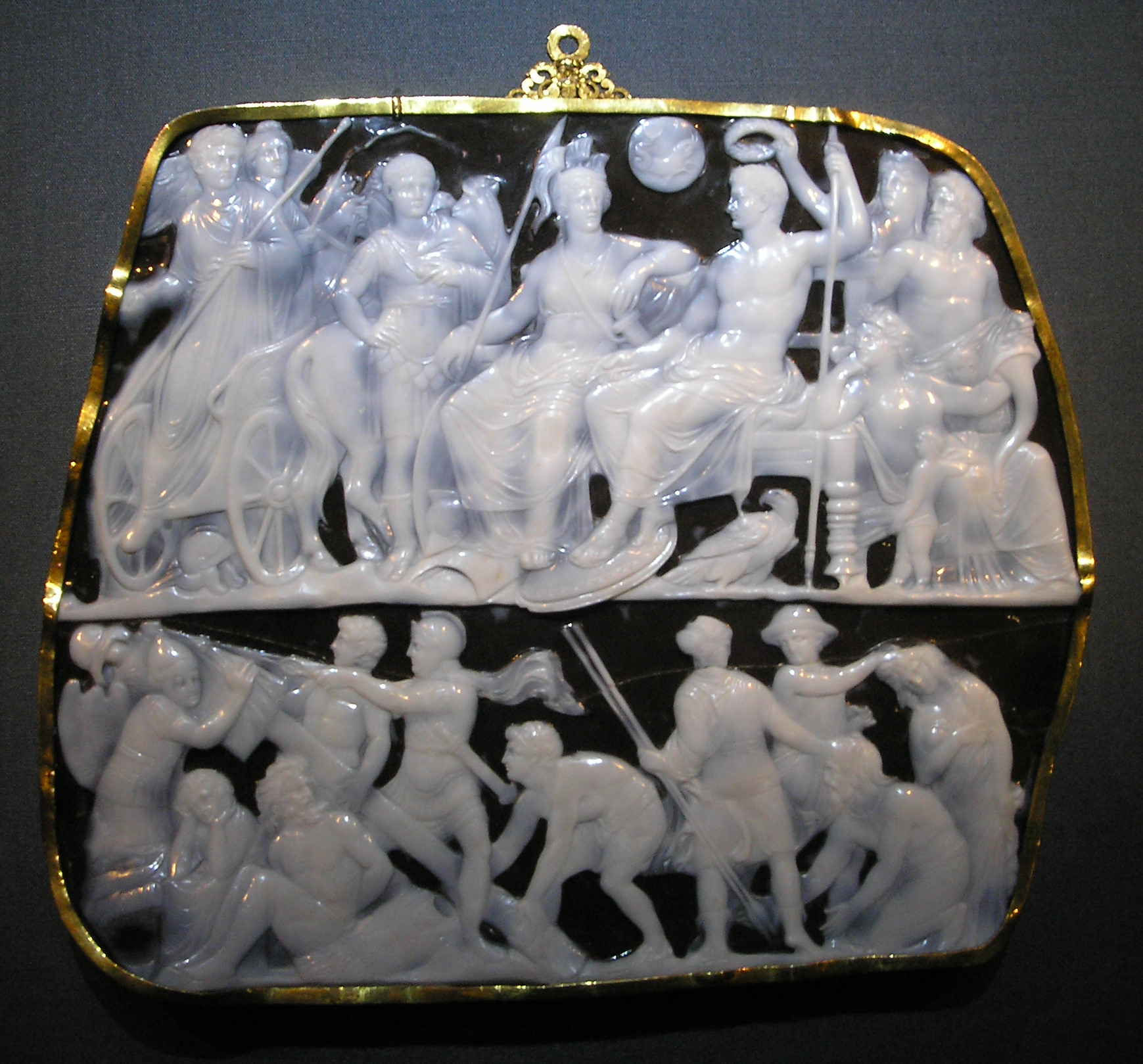
La Gemma Augustea
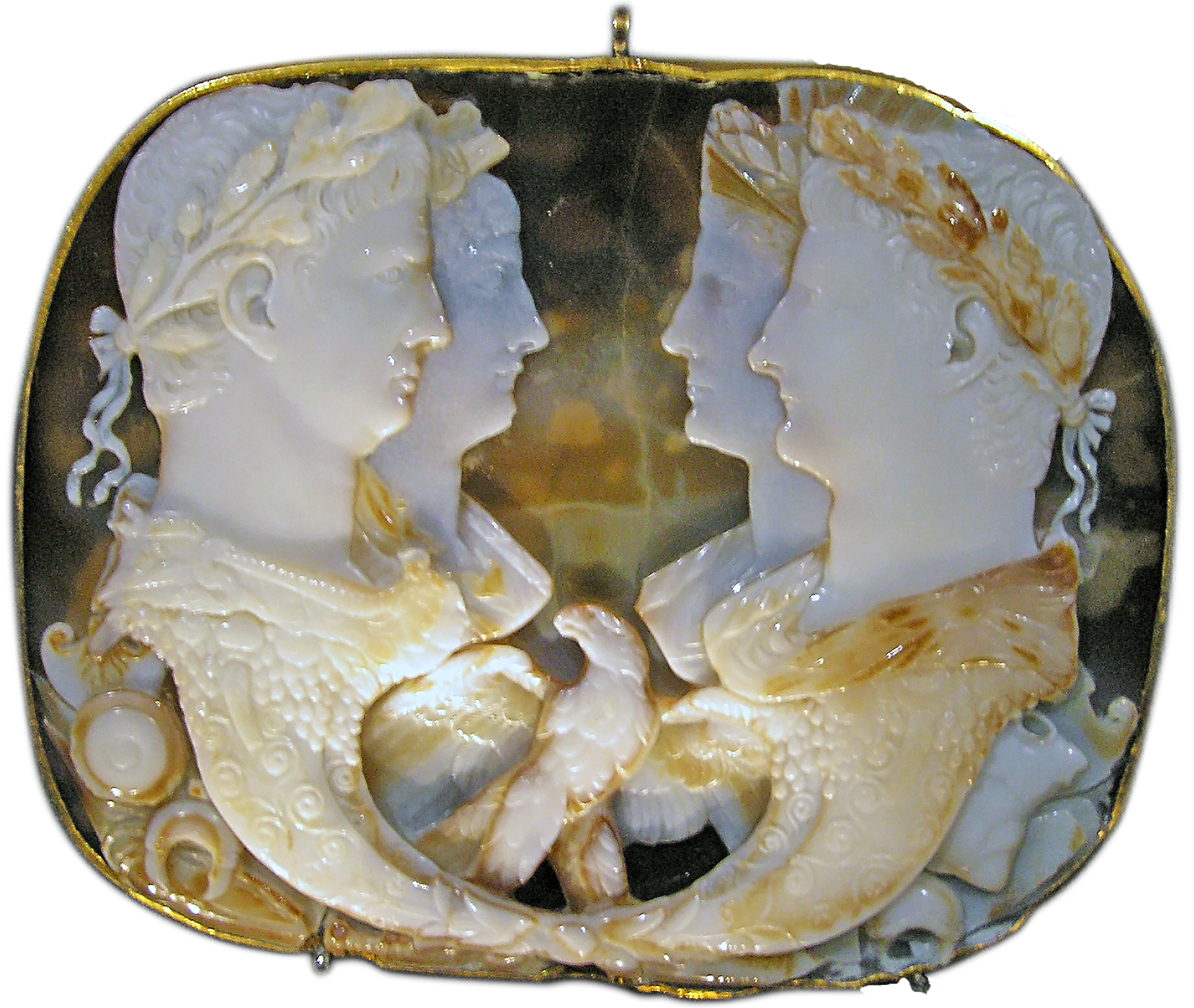
La Gemma Claudia
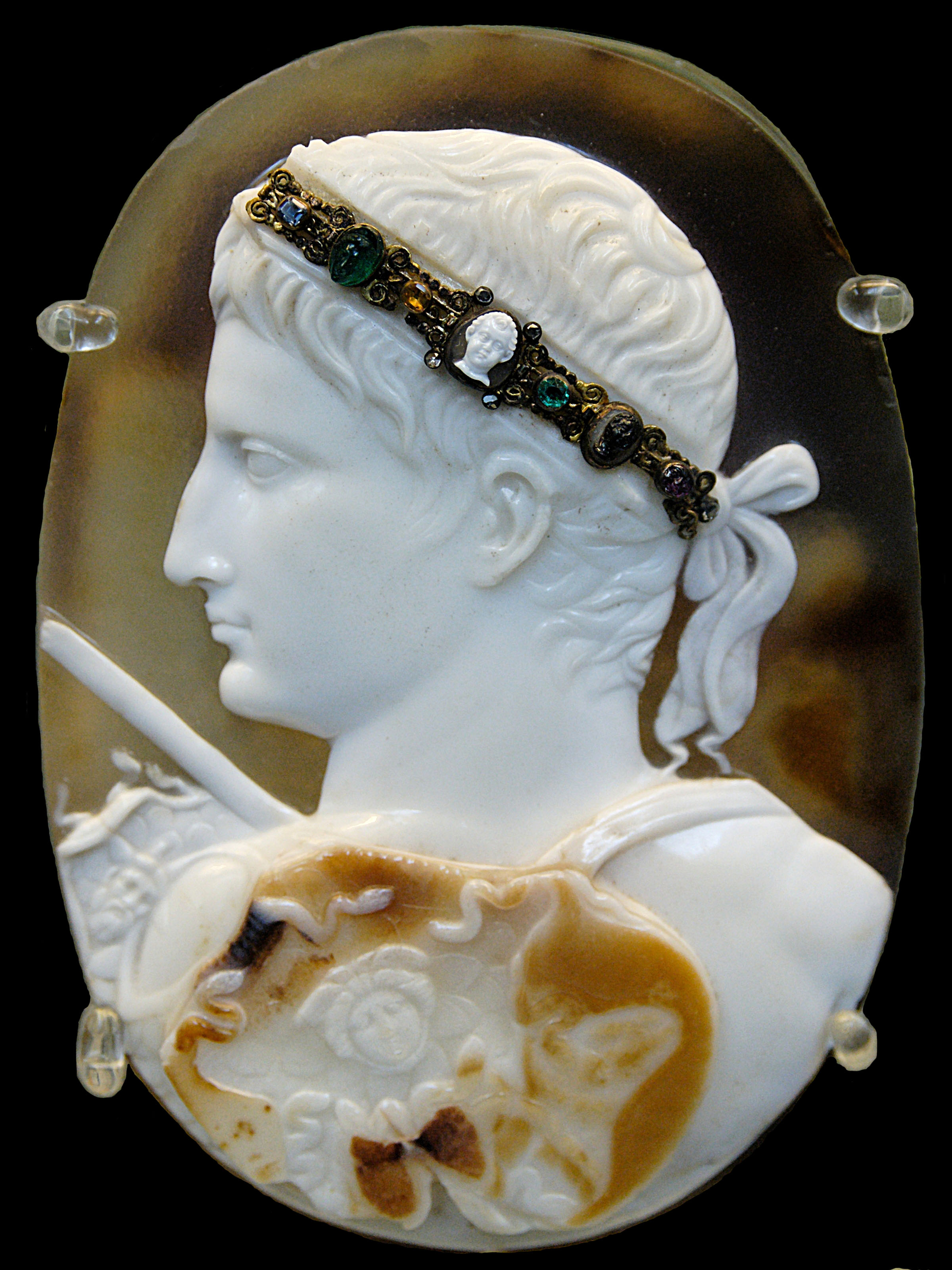
Cammeo con profilo di Augusto
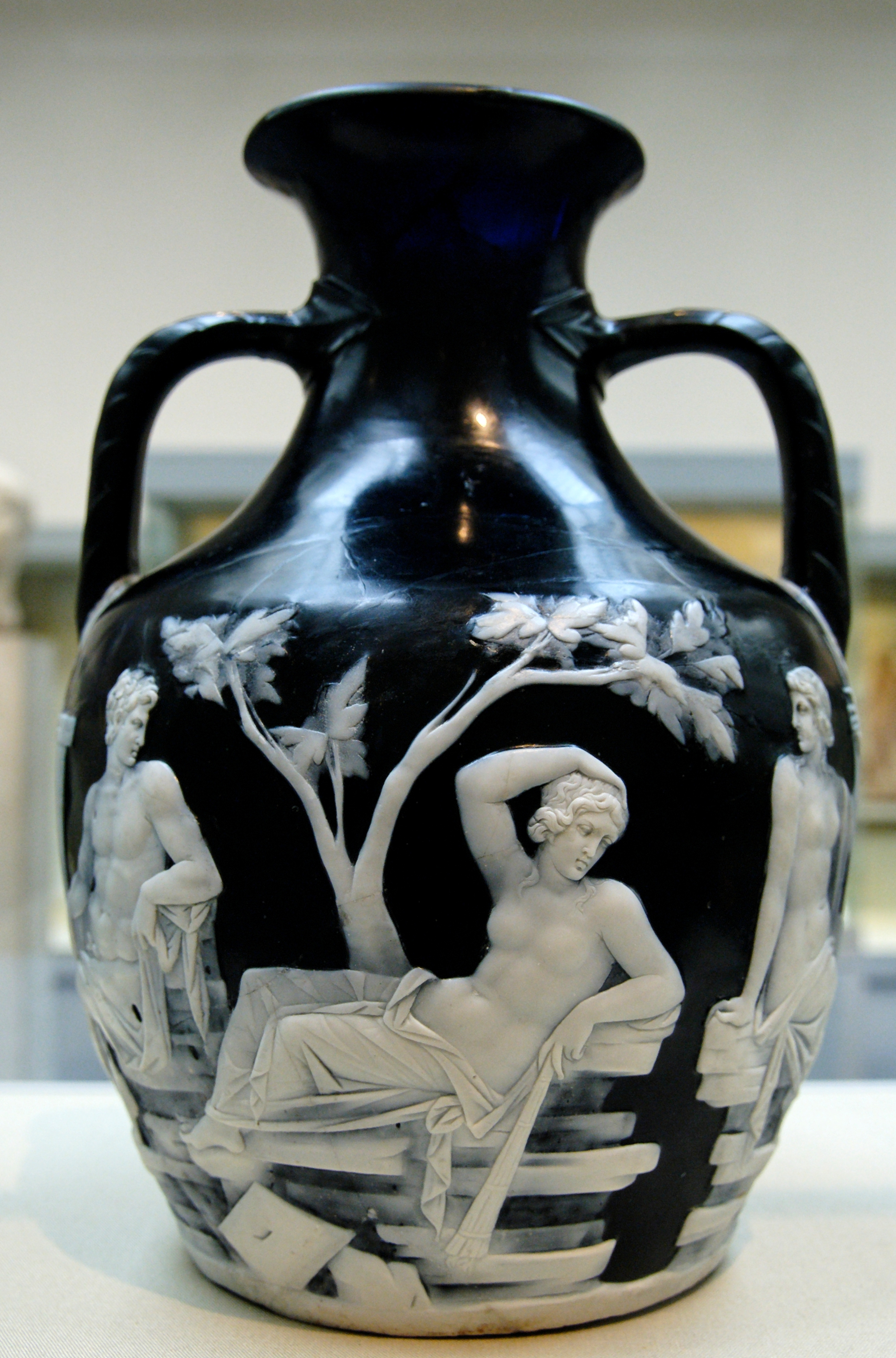
Il vaso Portland

## Arte provinciale
Il grande sviluppo del quale beneficiarono le province occidentali in questo periodo coincise con la nascita e lo stabilirsi dei caratteri dell'arte provinciale. L'arte delle province si basò sulla tradizione artistica dell'arte plebea, che già era diffusa tra il ceto medio italico, chiamato di solito a formare i nuclei delle nuove colonie dei veterani. A ciò vanno aggiunte alcune formule grafiche e stilistiche dell'arte ufficiale del periodo. Tra gli esempi più evidenti c'è quello della produzione nella colonia di Aquileia.
Opere molto diffuse in provincia erano le edicole funerarie decorate da rilievi, dove erano messi in risalto il grado sociale, le imprese e le prestazioni pubbliche del committente (come nel monumento funerario di Lusius Storax di Chieti), spesso un liberto giunto a qualche magistratura locale e al benessere economico. UI ritratti in queste opere sono quasi sempre "tipologici" (cioè generici, senza una reale ricerca fisiognomica individuale), per cui spesso è inutile cercare di datarli in base alle acconciature e le fogge degli abiti in voga nell'area urbana: ben oltre l'età augustea e giulio-claudia vennero ripetute acconciatura alla maniera di Livia o Agrippina, mentre gli uomini avevano un volto duro ispirato al ritratto romano repubblicano del vecchio patriziato. Una conferma letteraria è data anche nella descrizione del monumento che il ricco liberto Trimalchione vorrebbe farsi edificare nel Satyricon di Petronio.
Diversamente da quanto si potrebbe pensare, a parte qualche eccezione come la Gallia Narbonensis, l'apporto nell'arte provinciale di elementi derivanti dalle culture preesistenti fu un fenomeno piuttosto isolato, che si manifestava maggiormente nelle zone via via più periferiche dell'Impero.
A parte gli elementi più puramente imitativi dell'arte ufficiale, si riscontrano nell'arte provinciale due tendenze originali principali: 
1. la concezione delle figure scolpite per blocchi, con accentuazione delle masse in corrispondenza degli spigoli (concezione "cubistica", che era esistita anche nell'arte etrusca ed era poi scomparsa in epoca repubblicana)
2. la ricerca di una fresca soavità e gentilezza di espressione, del tutto estranea al freddo accademismo ufficiale, nonostante l'inevitabile sommarietà di esecuzione.

### Gallia Narbonensis

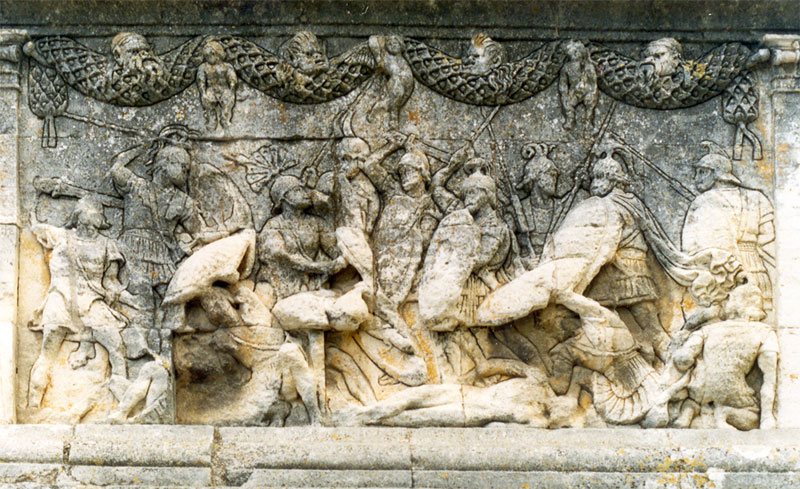
Rilievo sul monumento dei Giulii a Glanum (St. Remy)

Singolari sono le caratteristiche della produzione artistica nella Gallia Narbonensis (St. Remy de Provence, Carpentras, Orange). I monumenti di questa provincia, sulla cui datazione si è a lungo discusso, presentano uno stile ricco, dotato di libertà spaziale superiore perfino ai coevi monumenti di Roma, con elementi stilistici (quali il contorno delle figure evidenziato a con una linea scavata dal trapano corrente) che a Roma compaiono solo dal II secolo. Scartata l'ipotesi di una datazione più tarda (II-III secolo) grazie a precise datazioni archeologiche, la spiegazione più plausibile di questa fioritura è che si abbia avuto in questa zona una più diretta discendenza dall'arte ellenistica sia in pittura che scultura. Alcune conferme hanno rafforzato questa convinzione, come il rinvenimento a Glanum di uno strato di epoca ellenistica con sculture in stile pergameneo, legato probabilmente alla remota ascendenza greca di quegli insediamenti.

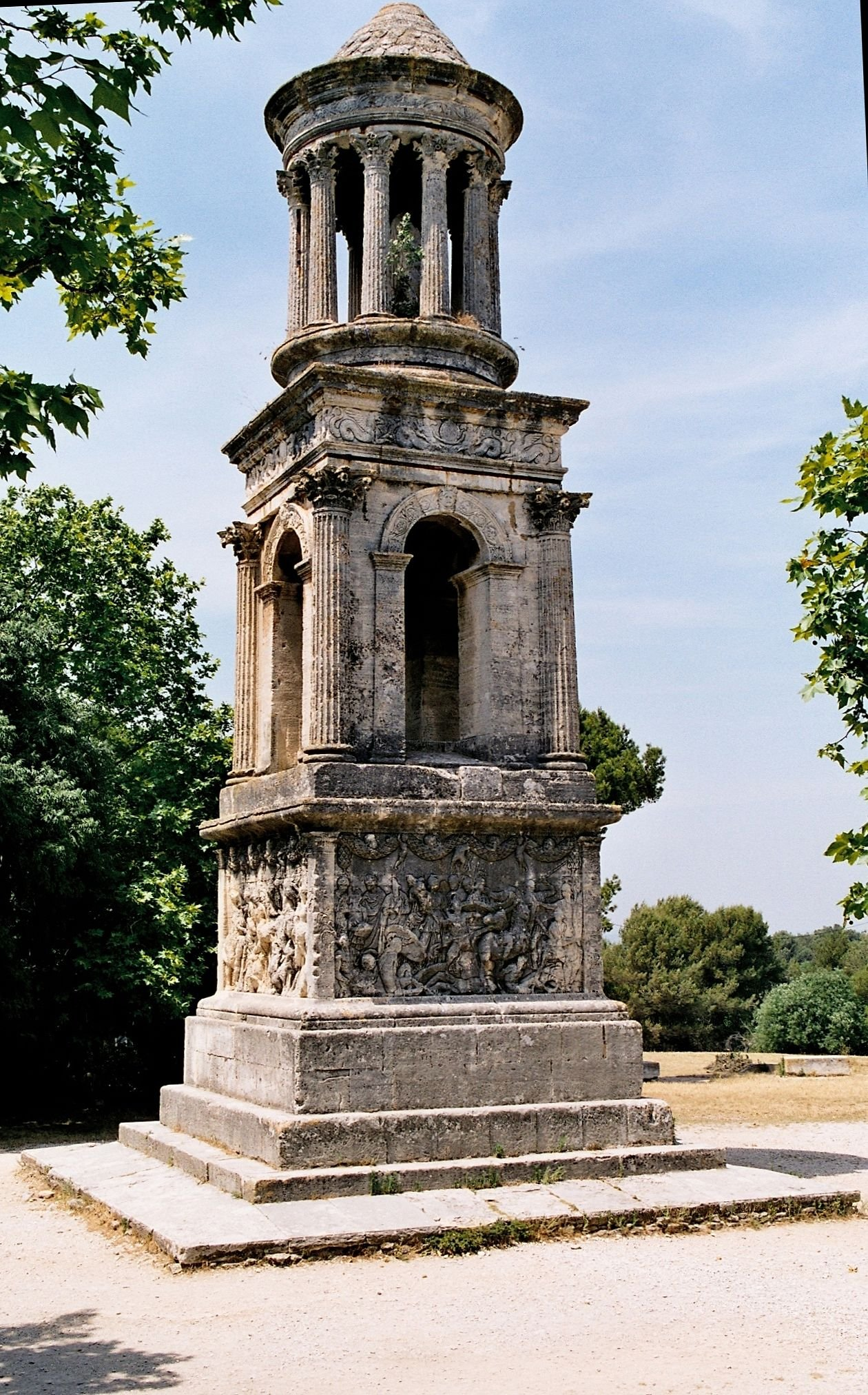
Mausoleo di St. Remy
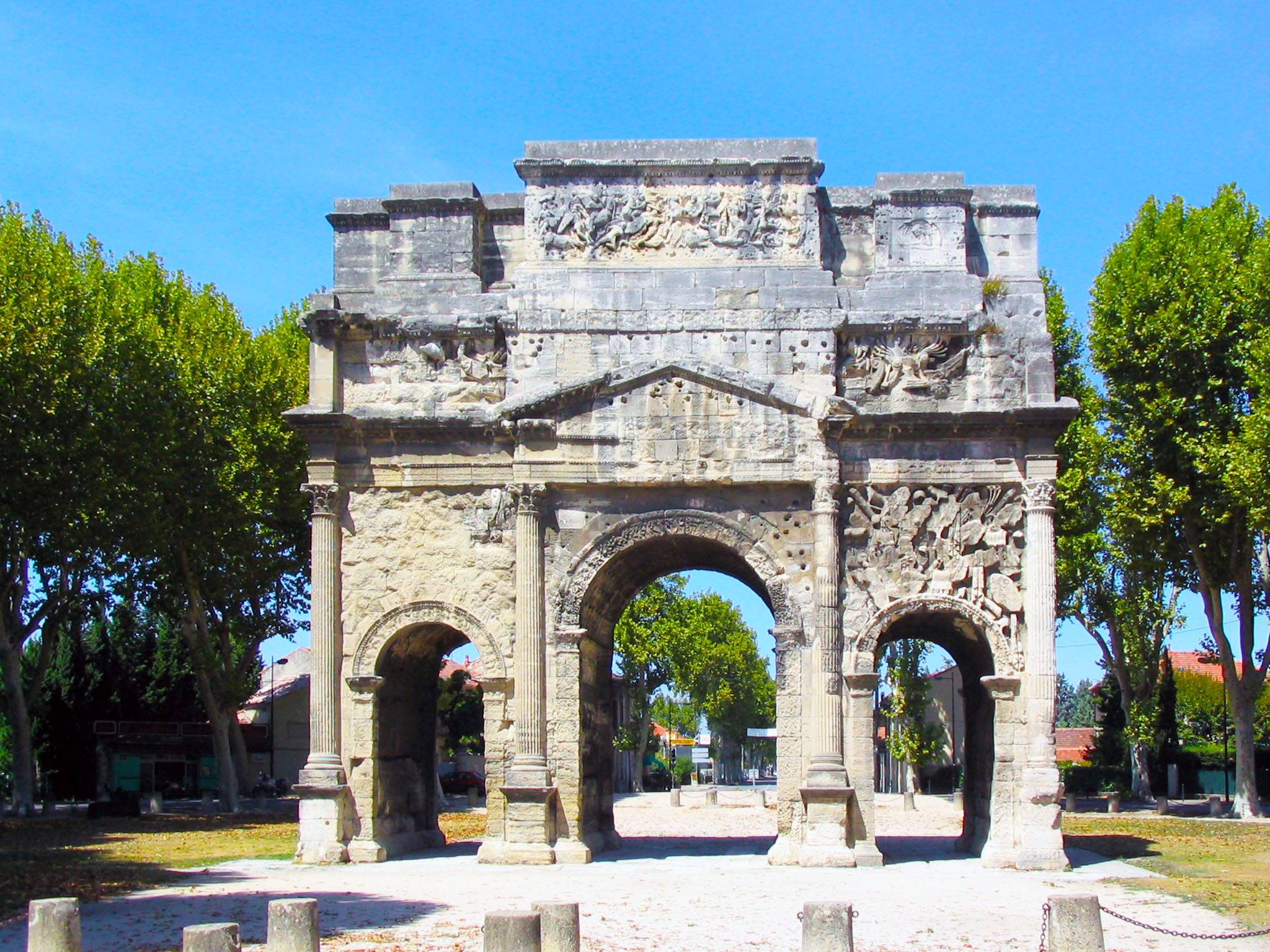
Arco di Orange
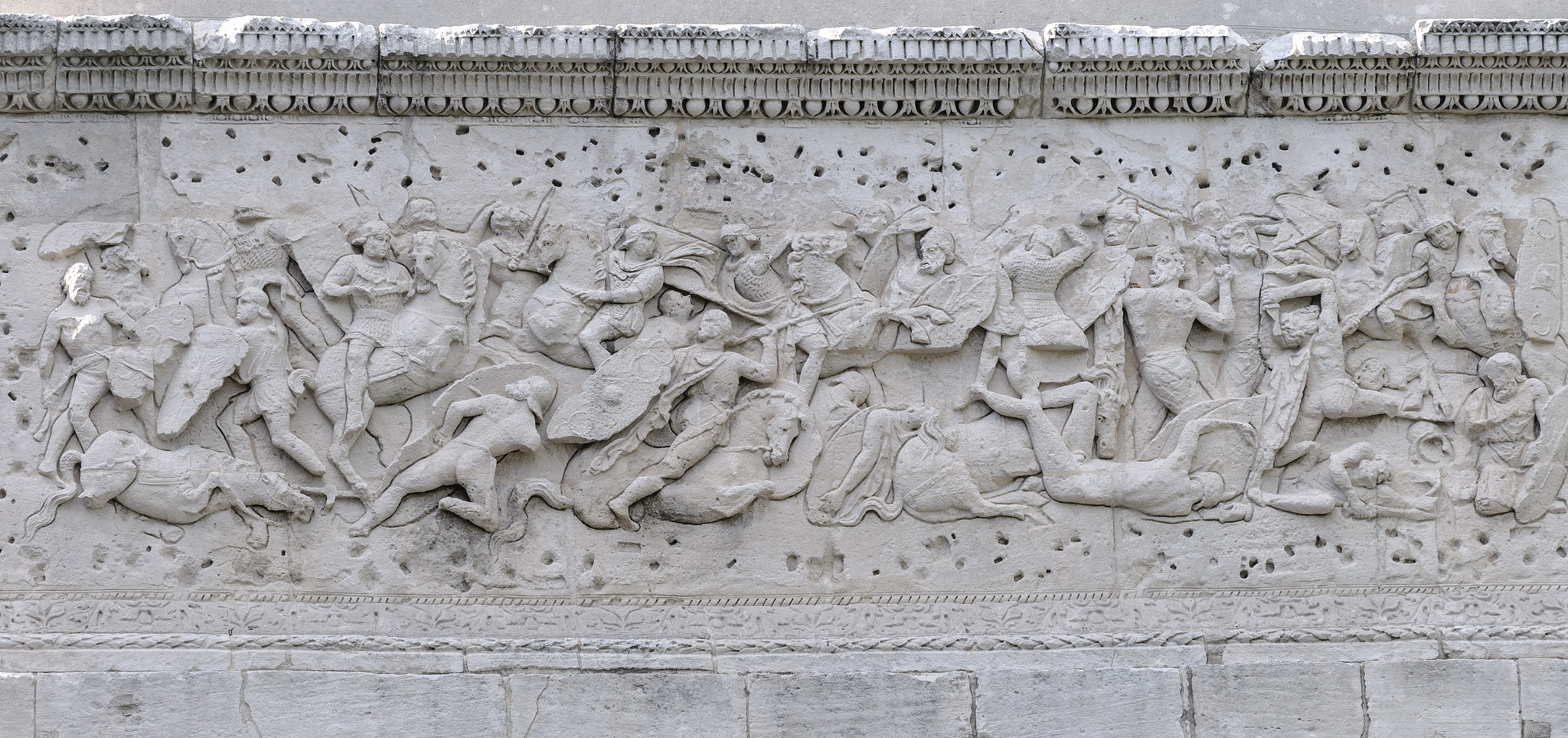
Rilievo dell'Arco di Orange